# Dough Castle
Dough Castle (irsk: Dumhach Ui Chonchuir – "O'Connors' sandbanke") er ruinen af et beboelsestårn ved Lahinch i County Clare, i det vestlige Irland. Den blev oprindelig opført af O'Conors, lords of Corcomroe, i 1306, hvor den fungerede som deres primære fæstning på et strategisk vigtige sted ved udmundingen af floden Inagh River. I 1422 nævnes der en borg på dette sted, men der findes ikke noget tilbage af den oprindelige fæstning, og den nuværende ruin stammer fra en senere bygning..